# Phaloriinae
Sous-famille
Les Phaloriinae sont une sous-famille d'insectes orthoptères de la famille des Gryllidae.
Elle forme un groupe avec les Cachoplistinae Saussure 1877, les Luzarinae Hebard 1928, les Paragryllinae Desutter-Grandcolas, 1988 et les Phalangopsinae Blanchard, 1845.

## Liste des genres
Selon Orthoptera Species File (27 mars 2010) :
- Phaloriini Gorochov 1985
  - Ceyloria Gorochov, 1996
  - Electrogryllus Gorochov, 1992
  - Phaloria Stål, 1877
  - Strophiola Uvarov, 1940
  - Sumatloria Gorochov, 2003
  - Trellius Gorochov, 1988
  - Vescelia Stål, 1877
- Subtiloriini Gorochov 2003
  - Heterotrypus Saussure, 1878
  - Kameruloria Gorochov, 2003
  - Schizotrypus Chopard, 1954
  - Subtiloria Gorochov, 1999
- tribu indéterminée
  - Gorochovius Xie, Zheng & Li, 2004
  - Pseudotrigonidium Chopard, 1915
  - Tremellia Stål, 1877

## Référence
- Gorochov, 1985 : On the fauna of the subfamilies Itarinae, Podoscirtinae and Nemobiinae (Orthoptera, Gryllidae ) of eastern Indochina. Nasekomye Vietnama. Moscow, p. 17-25.